# Cantón de Tende
El cantón de Tende (en francés canton de Tende) era una división administrativa francesa que estaba situada en el departamento de Alpes Marítimos y la región de Provenza-Alpes-Costa Azul.

## Composición
El cantón estaba formado por dos comunas:
- La Brigue
- Tende

## Supresión del cantón
En aplicación del decreto n.º 2014-227 de 24 de febrero de 2014, el cantón de Tende fue suprimido el 1 de abril de 2015 y sus 2 comunas pasaron a formar parte del nuevo cantón de Contes.